# 諏訪神党
諏訪神党（すわしんとう）は、諏訪明神の直系の末裔（現人神）であり諏訪神社上社大祝家の諏訪氏（諏方氏）、また神氏を中核として諏訪明神の氏人によって鎌倉時代に形成された武士団、または氏族団。
神党に属する一族は「神」を本姓とする神氏を称した。また、通称に「神」を加えて（神左衛門など）諏訪神党であることを示す。
諏訪大社の分霊に伴って一族は全国各地に拡がり、その後裔は長野県などの東日本を主として、西日本では長崎県肥前神氏や福岡県などにも現存するとされている。

## 概要
誕生期については諸説あるが、概ね鎌倉時代に諏訪氏を中核として、諏訪明神の氏人である諸族が同族的な結束力を持った集団を形成したとされる。
鎌倉時代の信濃武士は、治承・寿永の乱で木曾義仲に味方した者が多く、鎌倉幕府の御家人としては冷遇されることが多かった。比企能員の変後に北条義時が信濃国守護になると、諏訪氏は執権家北条氏の有力な御内人となり、将軍から執権へと実権が移る得宗専制の中で、その地位を高めていくことになる。
鎌倉時代中期には、諏訪神党であることを示す「神」の姓（「シン」または「ミワ」と読む）が史料に登場するようになる。室町時代初期には、幕府奉行を務めた京都諏訪氏により「前田本 神氏系図」という神氏の系譜も登場する。ただし、公的な文書では神氏は認められておらず、諏訪氏も除目などの本姓は「金刺」と記されている。
諏訪神党は諏訪明神の氏人であることが条件とされ、諏訪一族以外にも大族滋野氏三家の根津氏を始めとする諸族が多く含まれており、越後との国境に近い奥信濃志久見郷の市河氏も神氏を名乗った記録が残されている（諏訪氏と婚姻関係を結んでいる氏族が大半を占めるが、明確な婚姻関係が確認できない氏族もあり、必須条件ではないとする説もある）。
諏訪神党の多くは鎌倉幕府が終焉を迎えた後も北条氏への恩顧を残しており、北条時行を擁した中先代の乱では中核となって挙兵する。その後も北条残党として、また南北朝の騒乱期には南朝方として、小笠原氏や村上氏などの北朝方と戦っている。
1355年（北朝：文和4年/南朝：正平10年）、宗良親王を擁した桔梗ヶ原の戦いで信濃守護小笠原長基に敗れて以降は、信濃の南朝方勢力の衰退は決定的となり、盟主である諏訪氏の内紛もあって諏訪神党の各家も結束力を失っていったとされる。

## 諏訪神党の各家
諏訪氏の係累にあたる血族を諏訪神族といい、信濃国には一門が多い。さらに鎌倉時代に諏訪氏が北条氏の御内人となったことから全国に社領を拡大し、多くの一族が全国に拡散していった。地方の領主としては駿河国の滋野氏系の安部氏、丹波国の上原氏、出雲国の牛尾氏、薩摩国の上井氏なども諏訪氏の一門に該当する。

### 神家一党33氏
以下の氏族は諏訪氏の一族であるという。南北朝時代は宗家の諏訪氏ともども南朝方となる。
関屋氏、深澤氏、皆野氏、三塚氏、四宮氏、若尾氏、不覚氏、保科氏、神野氏、笠原氏、千野氏、松島氏、座光寺氏、栗原氏、上原氏、栗林氏、矢崎氏、風間氏、平島氏、平方氏、栗澤氏、遠山氏、向山氏、中村氏、西保氏、真志野氏、真野氏、脇間氏、繭屋氏、大妻氏、小島氏、中野氏、根津氏、浦野氏、大垣氏、有賀氏、平井氏、神田氏、神内氏、知久氏、桓原氏、宮所氏、宮川氏、小坂氏、安倍氏、元澤氏、高遠氏、原氏、櫻澤氏

### その他の諏訪氏一族
岡屋氏、栗田氏、三輪氏、箕輪氏、埴原田氏、一瀬氏、武井氏、安宿氏、足羽氏、桑原氏、山井氏、花岡氏、関氏、大平氏、大島氏、小野氏、小林氏、平林氏、周防氏、片倉氏、藤森氏、原氏、矢澤氏、宮下氏、宮崎氏、金山氏、津波木氏、岩波氏、高木氏、横田氏、海口氏、西條氏、櫻井氏、栗澤氏、福島氏、春日氏、大藍氏、宮坂氏、小田切氏、小井弖氏、平栗氏、早出氏、濱氏、中尾氏、波間氏、吉田氏、木村氏、大木氏 、米澤氏、沖氏、杵淵氏、寺尾氏、保坂氏、諏訪部氏

### 「澤」のつく庶族
栗澤氏、藍澤氏、宮澤氏、中澤氏、元澤氏、唐澤氏、福澤氏、藤澤氏、松澤氏、大澤氏、増澤氏、谷澤氏、吉澤氏、金澤氏、柴澤氏、平澤氏、米澤氏、蕗澤氏、胡桃澤氏、神澤氏、大澤氏、能澤氏、粟澤氏、駒澤氏、西澤氏、北澤氏、奥澤氏、前澤氏、横澤氏、赤澤氏、蘆澤氏、白澤氏、樋澤氏、戸澤氏、立澤氏、三澤氏、石澤氏、廣澤氏、岡澤氏、柿澤氏、長澤氏、尾澤氏、鳴澤氏、柳澤氏、瀬澤氏、古澤氏、澤氏、鮎澤氏、入澤氏、木澤氏、笹澤氏、田澤氏、野澤氏、小澤氏、菅澤氏、増澤氏、二澤氏、有澤氏、黒澤氏、味澤氏、矢澤氏